# Міхал Жебровський
Міхал Ян Жебровський (пол. Michał Jan Żebrowski, *17 червня 1972, Варшава, Польща) — польський актор театру, телебачення, радіо та кіно.

## Фільмографія

### Фільми
- 1993 — «Самоволка» — Павлик
- 1996 — «Познань 56» — Зенек
- 1999 — «Пан Тадеуш» — Тадеуш Сопліця
- 1999 — «Вогнем і мечем» Ян Скшетуський
- 2001 — «Відьмак» (фільм) — Геральт із Ривії
- 2002 — «Відьмак» (телесеріал) — Геральт із Ривії
- 2002 — «Піаніст» / The Pianist — Юрек
- 2003 — «Давня легенда. Коли сонце було богом» — Земовіт
- 2004 — «Удари» — Войцех Вінклер
- 2005 — «Коханці року тигру» — Вольські
- 2006 — «Хто ніколи не жив» — отче Ян
- 2007 — «1612» — польський гетьман Кібовський
- 2008 — «Нарколепсія» — чоловік Рози
- 2010 — Серця чотирьох
- 2016 — «За синіми дверима»

### Відеоігри
| Рік  | Назва                    | Роль               | Примітки         |
| ---- | ------------------------ | ------------------ | ---------------- |
| 2010 | God of War III           | Геркулес           | Польська озвучка |
| 2011 | Afterfall: Insanity      | Альберт Токай      | Польська озвучка |
| 2017 | Star Wars Battlefront II | Ґідеон Гаск        | Польська озвучка |
| 2020 | Cyberpunk 2077           | Джонні Сільверхенд | Польська озвучка |

## Дискографія
- Zakochany Pan Tadeusz (1999)
- Lubię, Kiedy Kobieta… (2001)
- Poczytaj Mi Tato (2002)
- Poczytaj Mi Tato 2 (2002)
- Poczytaj Mi Tato 3 (2003)
- Mały Książę (2009)